# آرون ارنان
آرون اِرنان (اسپانیایی: Aarón Hernán‎؛ ‏ تلفظ اسپانیایی: [aˈɾon eɾˈnan]؛ ‏ ۲۰ نوامبر ۱۹۳۰ – ۲۶ آوریل ۲۰۲۰) بازیگر اهل مکزیک بود.
از فیلم‌ها یا مجموعه‌های تلویزیونی که وی در آن‌ها نقش داشته است، می‌توان به صلیب ماریسا کروسس اشاره نمود.